# I'm a People
I'm a People è un album in studio del cantante statunitense George Jones, pubblicato nel 1966.

## Tracce
1. I'm a People (Dallas Frazier)
2. Don't Think I Don't Love You (Dallas Frazier)
3. Ship of Love (George Jones, Earl Montgomery, Donny Young)
4. Once a Day (Bill Anderson)
5. If You Believe (Darrell Edwards)
6. Blindfold of Love (Frazier, Clarence R. Selman)
7. Four-o-Thirty-Three (George Jones, Earl Montgomery)
8. I Don't Love You Anymore (Bill Anderson)
9. Lonely Know My Secret (Earl Montgomery)
10. World of Forgotten People (Loretta Lynn)
11. I Woke Up from Dreaming (Dallas Frazier)
12. Old Brush Arbors (Darrell Edwards, Gordon Ardis)